# روپه ریسکی
روپه ریسکی (فنلاندی: Roope Riski؛ زادهٔ ۱۶ اوت ۱۹۹۱) بازیکن فوتبال اهل فنلاند است.
از باشگاه‌هایی که در آن بازی کرده‌است می‌توان به باشگاه فوتبال پادربورن، باشگاه فوتبال سنت پولتن، باشگاه فوتبال سینایوئن یالکاپالوکرهو، باشگاه فوتبال چزنا، باشگاه فوتبال اوبو، و باشگاه فوتبال تورون پالوسئورا اشاره کرد.
وی همچنین در تیم‌های ملی فوتبال زیر ۲۱ سال فنلاند و فنلاند بازی کرده‌است.